# Danko Jones
Danko Jones es una banda de hard rock originaria de Toronto, Canadá. La banda está formada por Danko Jones (voz/guitarra), John Calabrese (bajo) y Rich Knox (batería).

## Biografía
Formada en 1996 la banda comenzó tocando en Canadá y el noreste de los Estados Unidos, siendo teloneros de grupos como The New Bomb Turks, Nashville Pussy, Blonde Redhead, The Make-Up, The Dirtbombs, The Chrome Cranks y The Demolition Doll Rods. Originalmente, la banda no quería lanzar un álbum para que su fama como banda en directo se propagara mediante el boca a boca. Aunque, la banda dio marcha atrás y lanzó un EP de seis canciones.
En 1999 la banda lanzó el EP My Love Is Bold consiguiendo ser conocido a nivel nacional gracias al tema "Bounce". Por ello fueron nominados en el 2000 al Juno como Mejor Álbum Alternativo.

## Discografía
- Sugar Chocolate 7" (1998) (Sonic Unyon)
- Danko Jones EP (1998) (Sonic Unyon)
- My Love is Bold (1999) (Sound King|Outside Music)
- I'm Alive and On Fire (2001) (Bad Taste Records)
- Born a Lion (2002) (Bad Taste Records)
- We Sweat Blood (2003) (Bad Taste Records)
- Sleep Is the Enemy (2006) (Bad Taste Records|Aquarius Records (discográfica), Aquarius Records)
- Never Too Loud (2008)
- Below the Belt (2010)
- Rock and Roll Is Black and Blue (2012)
- Fire Music (2015)
- Wild Cat (2017)
- A Rock Supreme (2019)
- Power Trio Rock (2021)
- Electric Sounds (2023)

## Galería

@ Hellfest 2013
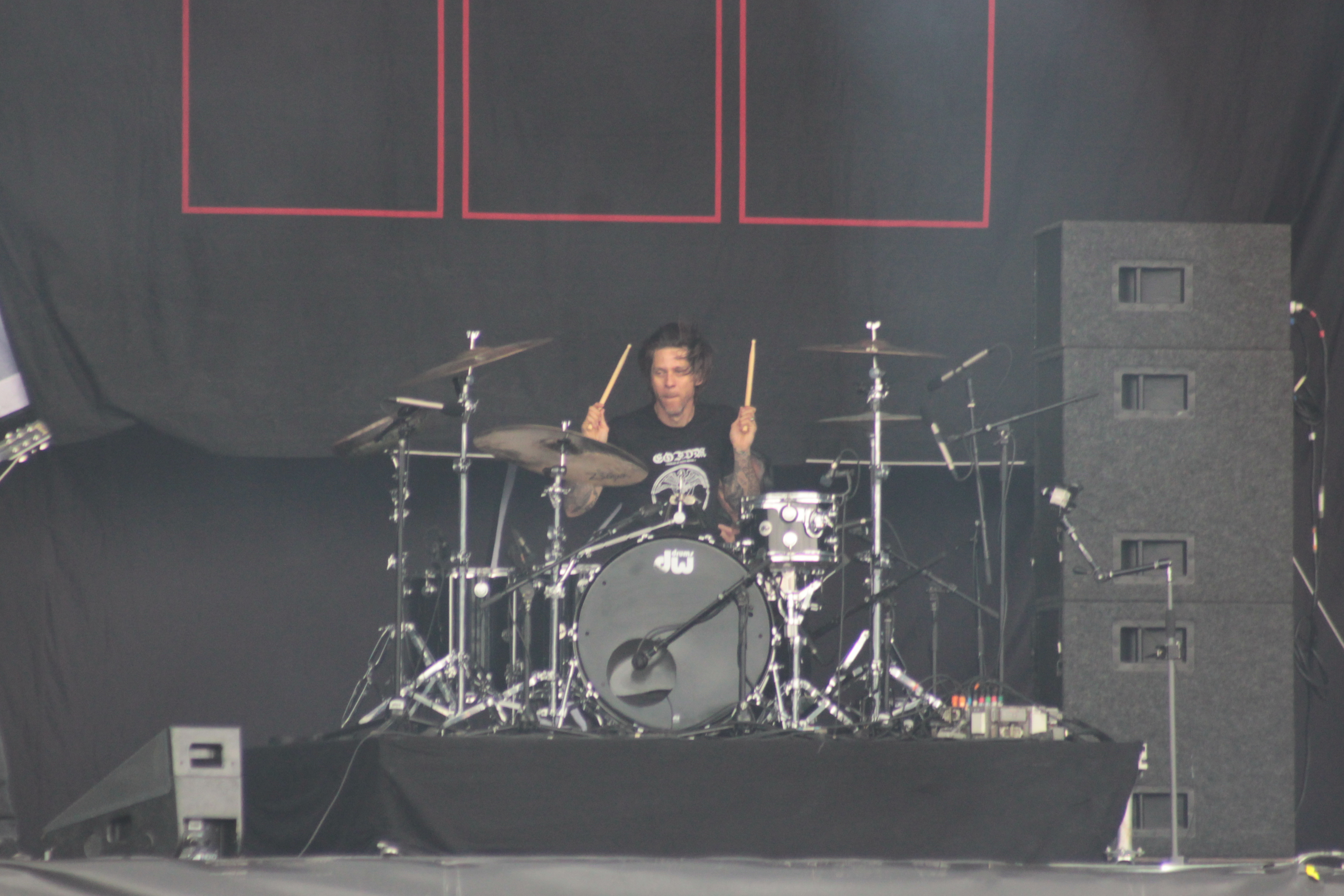
Atom Willard
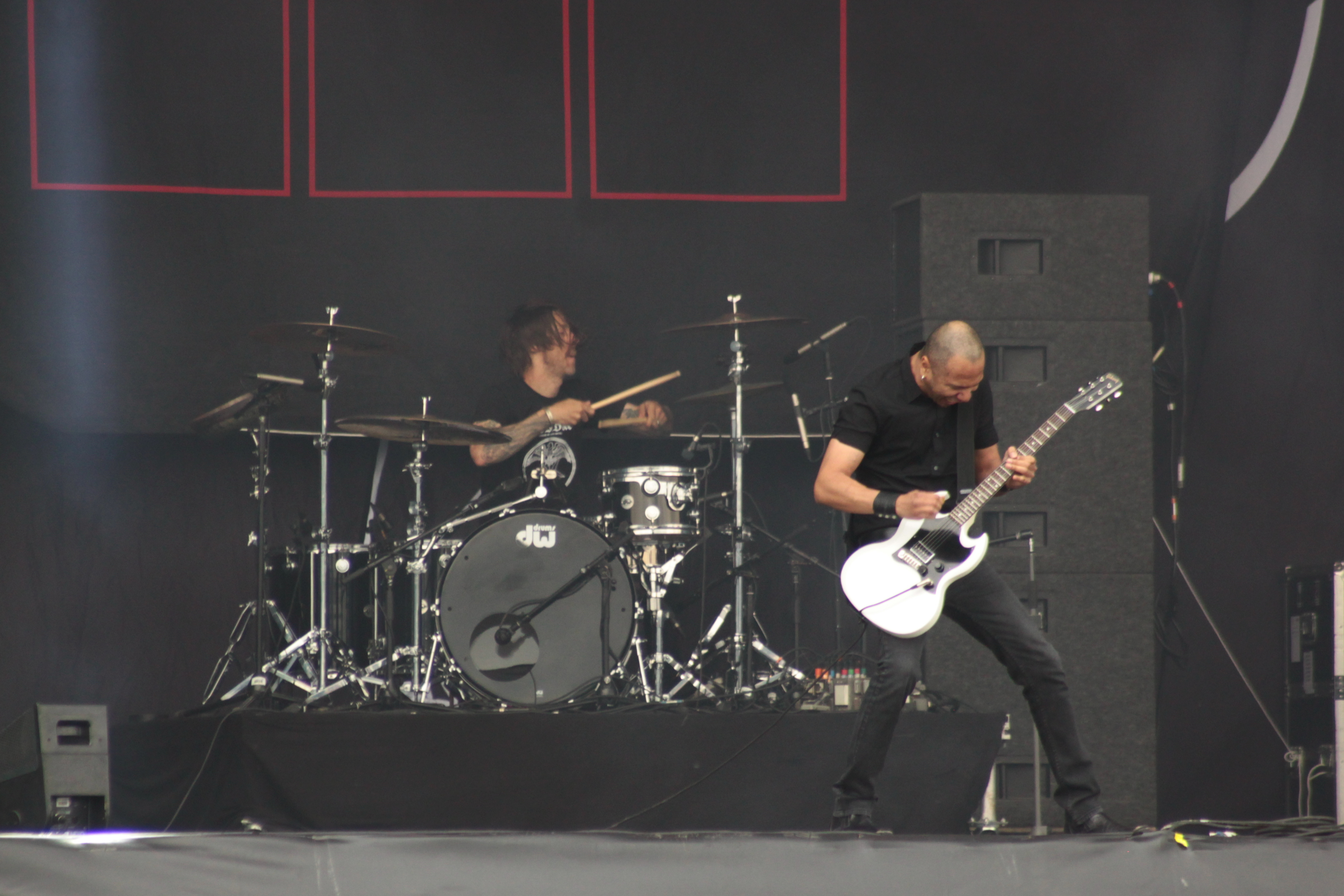
Atom Willard & Danko Jones
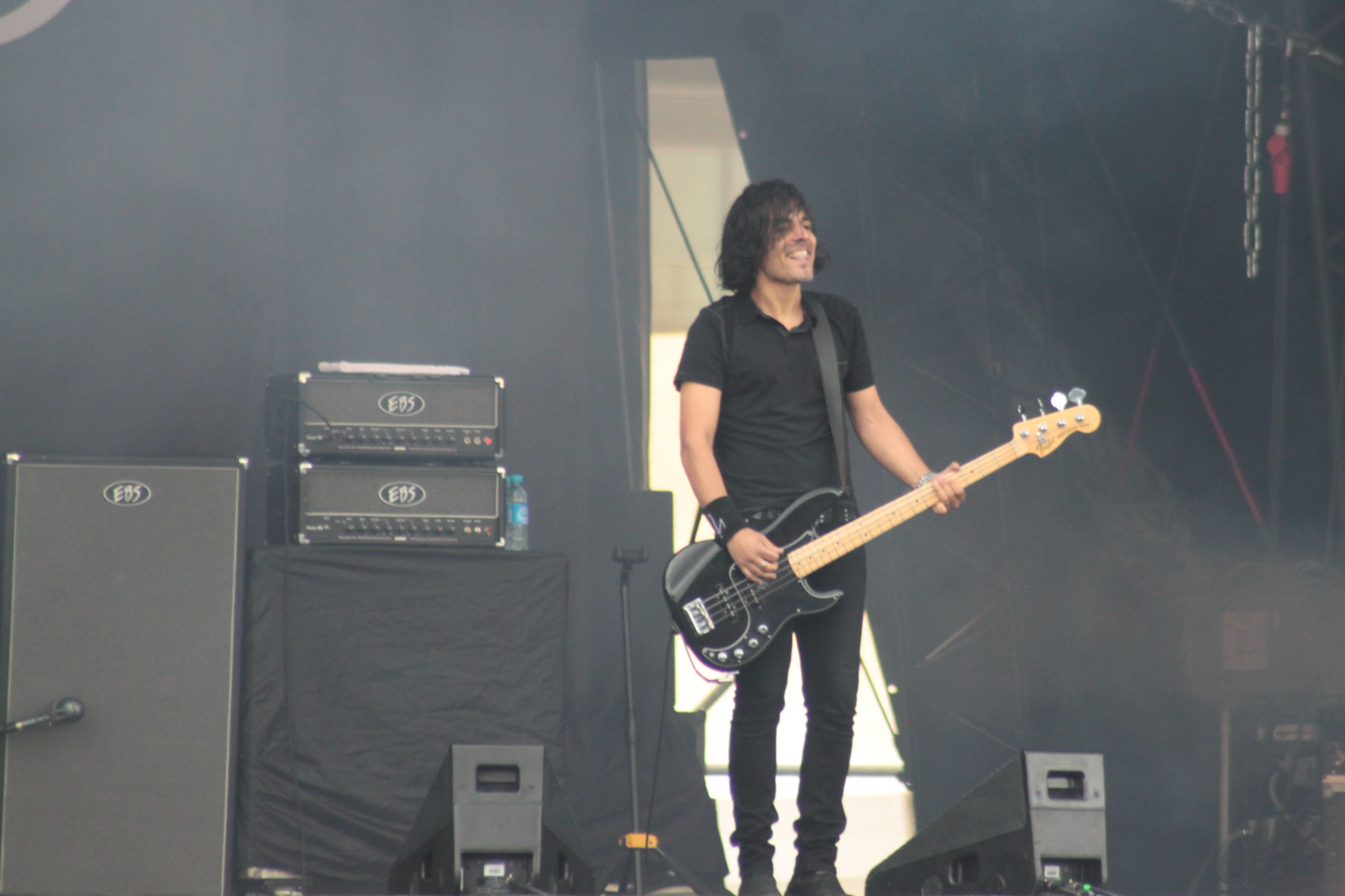
John Calabrese

## Premios
- Premios Juno
- 2004 Nominados a Mejor álbum de rock por We Sweat Blood.
- 2003 Nominados a Mejor vídeo por Lovercall.
- 2003 Nominados a Mejor álbum de rock por Born a Lion.
- 2000 Nominados a Mejor álbum alternativo por My Love Is Bold.

## Curiosidades
- JC utiliza exclusivamente bajos Fender y amplificadores EBS.
- Dan Cornelius utiliza baterías Taye.
- Jones utiliza principalmente una guitarra Gibson Explorer aunque también ha usado guitarras Fender Telecaster.
- JC tocó el bajo en el disco The Lazarus Complex: A Tale of Two Zombies de Malhavoc en 1999.
- El batería Dan Cornelius también ha tocado con Damn 13, Sass Jordan y Rocket Science.
- The Smugglers de Vancouver tienen una canción titulada Danko Jones' Pants en su disco Rosie (Mint Records) del año 2000.
- Bionic de Montreal tienen una canción titulada A Political Song For Danko Jones To Sing en su disco Deliverance (SoundKing) del año 2002.
- Dregen, guitarrista de The Backyard Babies canta en la canción Strut del disco We Sweat Blood.
- John García, ex-Kyuss canta a dueto con Jones en la canción Invisible del disco Sleep Is The Enemy.
- Jones cantó en la canción Friends de The Backyard Babies junto a Joey Ramone, Michael Monroe y Nina Persson en el disco Stockholm Syndrome de 2003.
- Jones aparece en la canción I Don't Care del grupo Infinite Mass en el disco 2004 de 1991.
- La canción Starlicker aparece en la película Skin Flick (1999) de Bruce LaBruce.
- La canción "I Want You" aparece en la película Foolproof (2003) de Ryan Reynolds.
- La canción "Baby Hates Me" se utilizó en "WWE Backlash" de 2006 así como en "WrestleMania 22".
- La canción "Sticky Situation" aparece en el quinto episodio de la serie Defying Gravity.
- La canción "Code of the road" aparece en la película SAW VI (2009) y a la vez en el tráiler y en el OST del videojuego de carreras de Electronic Arts; Need For Speed Nitro de Nintendo Wii y DS.
- D. Jones participó en la canción "couple suicide" de la banda de thrash metal Annihilator del disco Metal.
- La canción "Gonna Be a Fight Tonight" se utilizó en (WWE) Royal Rumble de (2015).
- La canción "Home to Hell" aparece en la banda sonora del videojuego de 2006 Saints Row en la emisora ficticia 89.0 Generation X

Realizó una participación a la banda Volbeat en la canción Black Rose.